# تفكك
في الكيمياء تفاعلات التفكك أو تفاعلات الانحلال (بالإنجليزية: Dissociation)‏ هي التفاعلات التي يتفكك فيها المركب الواحد إلى مواد أبسط منه، وهو عكس تفاعلات الاتحاد Recombination (تفاعلات إعادة التركيب)، وتستخدم فيها الحرارة غالبًا لإحداث التفكك أو تستخدم الطاقة الكهربائية أو الطاقة الضوئية.
AB==A+B
هنا يتفكك المركب AB إلى مكوناته A و B.
كذلك :
ABC==AB+C
هنا يتفكك المركب ABC إلى مكوناته AB و C .

## التفكك بالحرارة
تتفكك بعض أكاسيد العناصر الفلزية بالحرارة لينتج الفلز ويتصاعد غاز الأكسجين، مثل تفكك أكسيد الزئبق (HgO) بالحرارة إلى فلز زئبق والأكسجين طبقا للمعادلة :
```
                     2HgO===2Hg+O2
```

كذلك هيدروكسيدات بعض العناصر الفلزية لتعطي أكسيد الفلز و الماء ، مثل انحلال هيدروكسيد النحاس (الثنائي) حراريا إلى اكسيد النحاس (الثنائي) وبخار الماء كما يلي :
```
                     (Cu+H2O===Ca(OH
```

تتفكك كلورات الفلزات القلوية بالحرارة لتعطي كلوريد الفلز ويتصاعد غاز الأكسجين ، مثل ما يحدث لكلورات البوتاسيوم عند تسخينها فهي تتفكك لتعطي كلوريد البوتاسيوم والأكسجين ولهذها تستخدم في تحضير الأكسجين :
```
                    2KClO3====2KCl +3O2
```

## التفكك بالطاقة الكهربائية
تتحلل بعض المركبات كهربائيا إلى عناصرها الأولية عند امرار تيار كهربائي فيها فالماء يتحلل كهربائيا حيث يتصاعد غاز الهيدروجين و الأكسجين :
```
                   2H2O====2H2+O2
```

## ثابت التفكك
تنطبق المعادلة التالية على التفكك العكسي reversible dissociation في حالة توازن كيميائي:
AB  A + B
ويعرف «ثابت التفكك» Ka بأنه نسبة الجزيئات المتفككة إلى الجزيئات غير المتفككة:
{\displaystyle K_{a}=\mathrm {\frac {[A][B]}{[AB]}} }
وتعني الاقواس القائمة هنا تركيز أقسام الجزيئات المفككة وتركيز الجزيئات الغير مفككة عند حدوث التوازن.

## اقرأ أيضاً
- حركيات الإنزيم
- تأين الماء الذاتي
- معدل التفاعل